# Morton (Vienne)
Pour les articles homonymes, voir Morton.

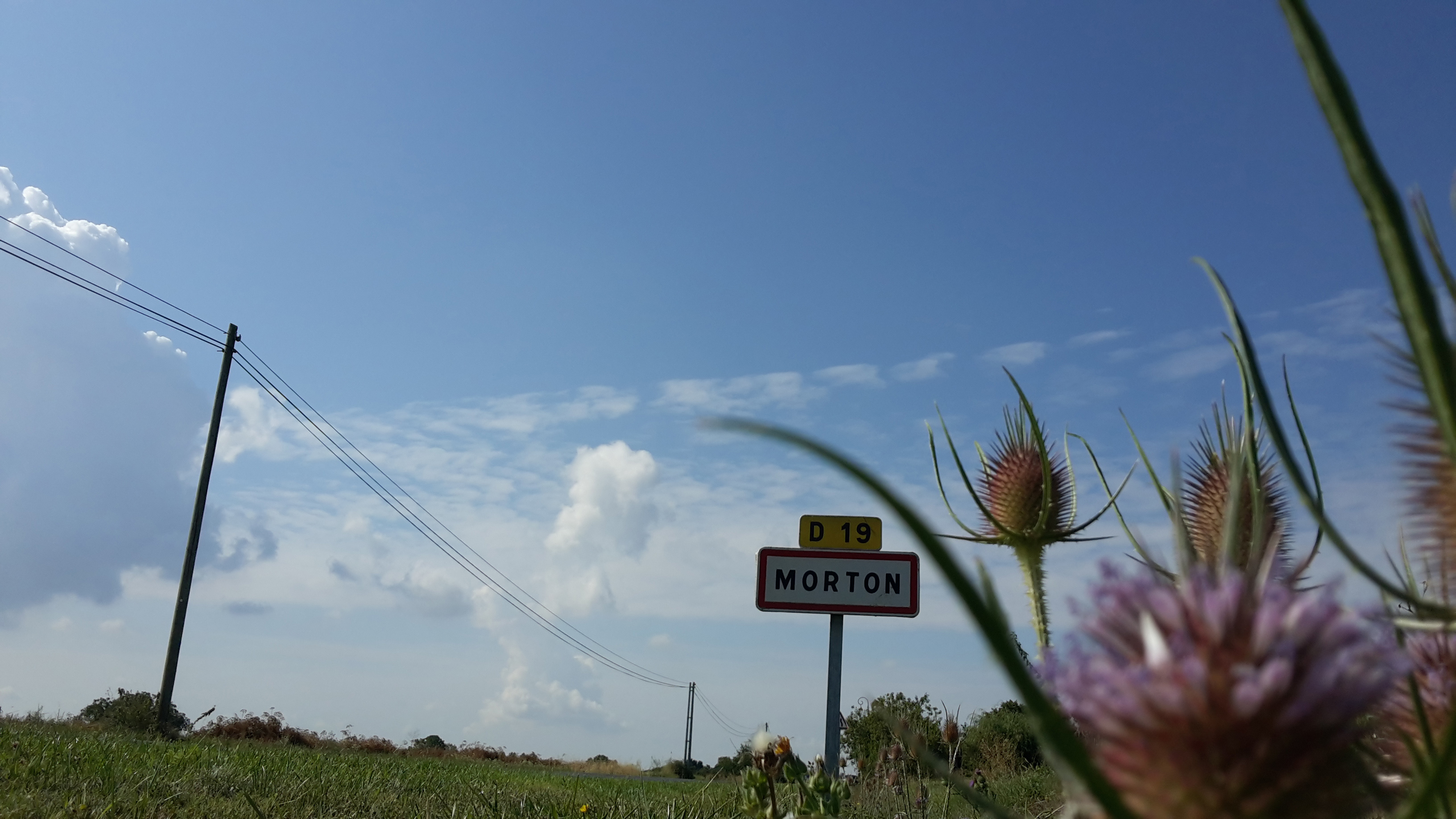
Panneau de l’entrée du village d'irréductibles Gaulois

Morton est une commune du Centre-Ouest de la France, située dans le département de la Vienne en région Nouvelle-Aquitaine.

## Géographie

### Climat
Pour des articles plus généraux, voir Climat de la Nouvelle-Aquitaine et Climat de la Vienne.
Historiquement, la commune est exposée à un climat océanique du nord-ouest.
En 2020, Météo-France publie une typologie des climats de la France métropolitaine dans laquelle la commune est dans une zone de transition entre le climat océanique et le climat océanique altéré et est dans la région climatique  Moyenne vallée de la Loire, caractérisée par une bonne insolation (1 850 h/an) et un été peu pluvieux.
Pour la période 1971-2000, la température annuelle moyenne est de 12 °C, avec une amplitude thermique annuelle de 14,7 °C. Le cumul annuel moyen de précipitations est de 626 mm, avec 10,4 jours de précipitations en janvier et 6,1 jours en juillet. Pour la période 1991-2020, la température moyenne annuelle observée sur la station météorologique la plus proche, située sur la commune de Montreuil-Bellay à 10 km à vol d'oiseau, est de 12,8 °C et le cumul annuel moyen de précipitations est de 616,3 mm,. Pour l'avenir, les paramètres climatiques de la commune estimés pour 2050 selon différents scénarios d’émission de gaz à effet de serre sont consultables sur un site dédié publié par Météo-France en novembre 2022.

### Communes limitrophes

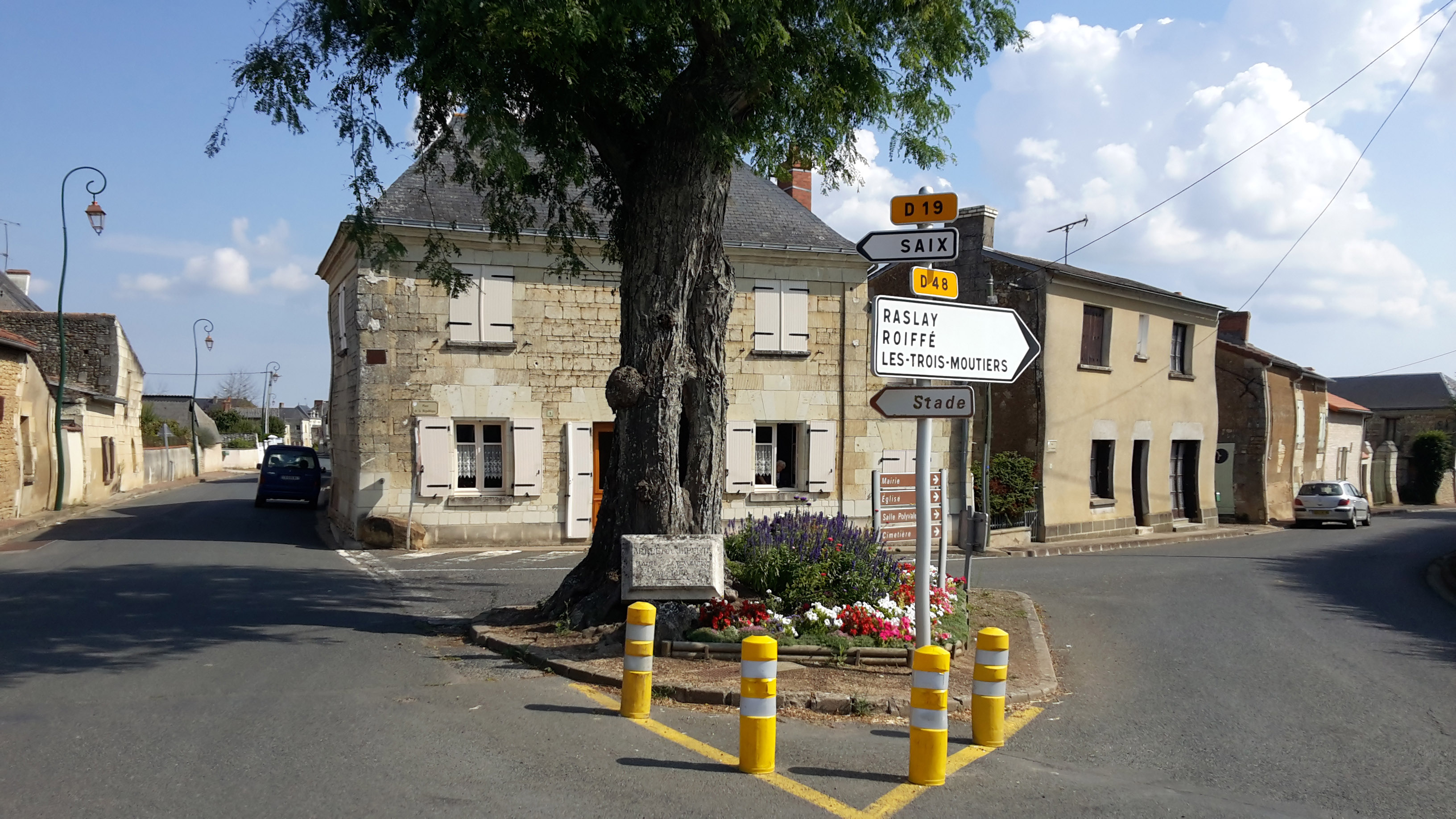

|                         | Saix                        | Raslay             |
| Epieds (Maine-et-Loire) | Morton                      |                    |
|                         | Saint-Léger-de-Montbrillais | Les Trois-Moutiers |

## Urbanisme

### Typologie
Au 1er janvier 2024, Morton est catégorisée commune rurale à habitat dispersé, selon la nouvelle grille communale de densité à sept niveaux définie par l'Insee en 2022.
Elle est située hors unité urbaine. Par ailleurs la commune fait partie de l'aire d'attraction de Loudun, dont elle est une commune de la couronne,. Cette aire, qui regroupe 25 communes, est catégorisée dans les aires de moins de 50 000 habitants,.

### Occupation des sols
L'occupation des sols de la commune, telle qu'elle ressort de la base de données européenne d’occupation biophysique des sols Corine Land Cover (CLC), est marquée par l'importance des territoires agricoles (62,9 % en 2018), une proportion sensiblement équivalente à celle de 1990 (62,8 %). La répartition détaillée en 2018 est la suivante : 
terres arables (52,8 %), forêts (17,6 %), espaces verts artificialisés, non agricoles (13,6 %), zones urbanisées (5,9 %), prairies (5,8 %), zones agricoles hétérogènes (4,3 %). L'évolution de l’occupation des sols de la commune et de ses infrastructures peut être observée sur les différentes représentations cartographiques du territoire : la carte de Cassini (XVIIIe siècle), la carte d'état-major (1820-1866) et les cartes ou photos aériennes de l'IGN pour la période actuelle (1950 à aujourd'hui).

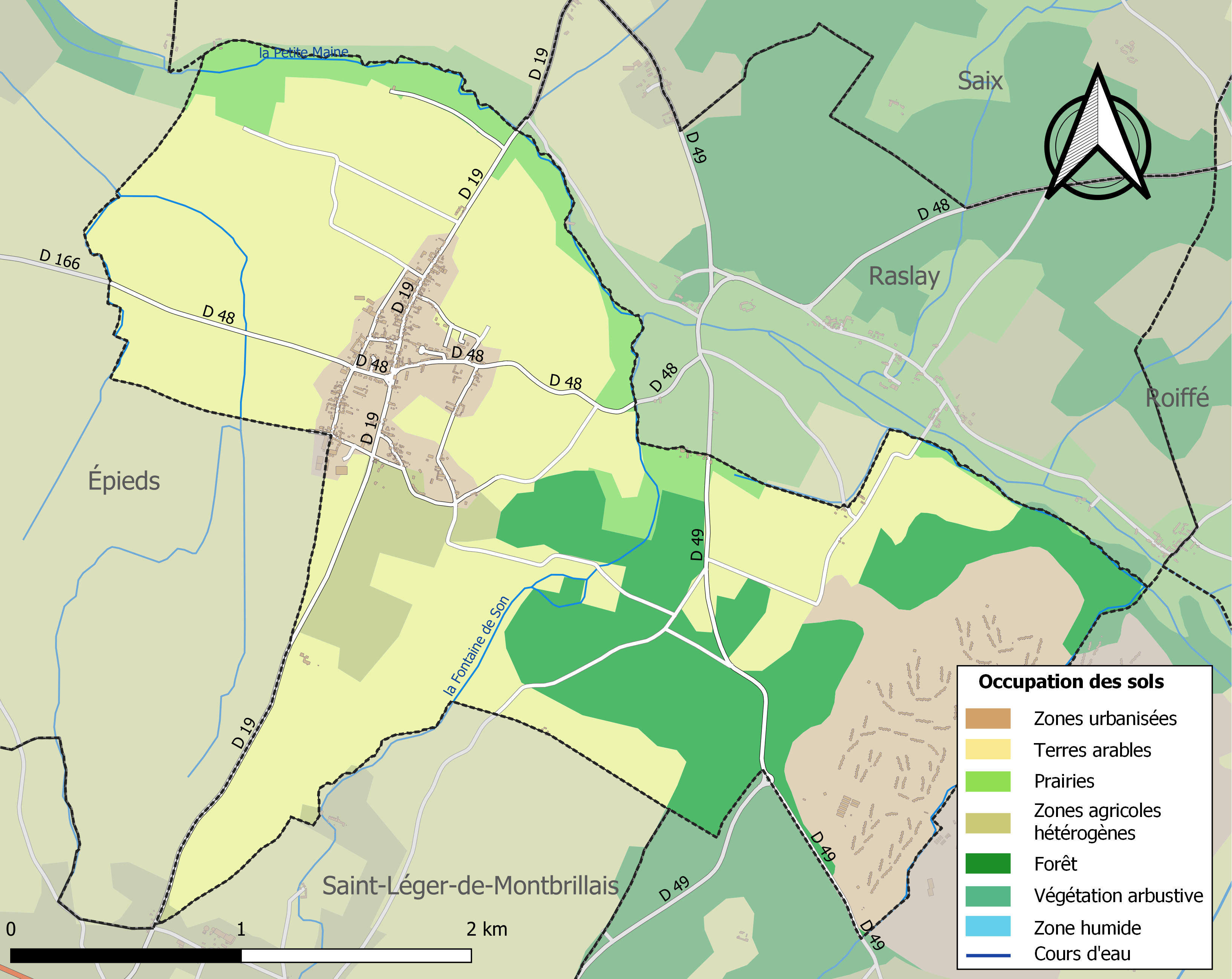
Carte des infrastructures et de l'occupation des sols de la commune en 2018 (CLC).

### Risques majeurs
Le territoire de la commune de Morton est vulnérable à différents aléas naturels : météorologiques (tempête, orage, neige, grand froid, canicule ou sécheresse), inondations, feux de forêts, mouvements de terrains et séisme (sismicité modérée). Il est également exposé à un risque technologique, le transport de matières dangereuses. Un site publié par le BRGM permet d'évaluer simplement et rapidement les risques d'un bien localisé soit par son adresse soit par le numéro de sa parcelle.

#### Risques naturels
Certaines parties du territoire communal sont susceptibles d’être affectées par le risque d’inondation par débordement de cours d'eau, notamment le ruisseau Boire. La commune a été reconnue en état de catastrophe naturelle au titre des dommages causés par les inondations et coulées de boue survenues en 1982, 1999 et 2010,.
Morton est exposée au risque de feu de forêt. En 2014, le deuxième plan départemental de protection des forêts contre les incendies (PDPFCI) a été adopté pour la période 2015-2024. Les obligations légales de débroussaillement dans le département sont définies dans un arrêté préfectoral du 29 mai 2015,, celles relatives à l'emploi du feu et au brûlage des déchets verts le sont dans un arrêté permanent du 24 mai 2015,.

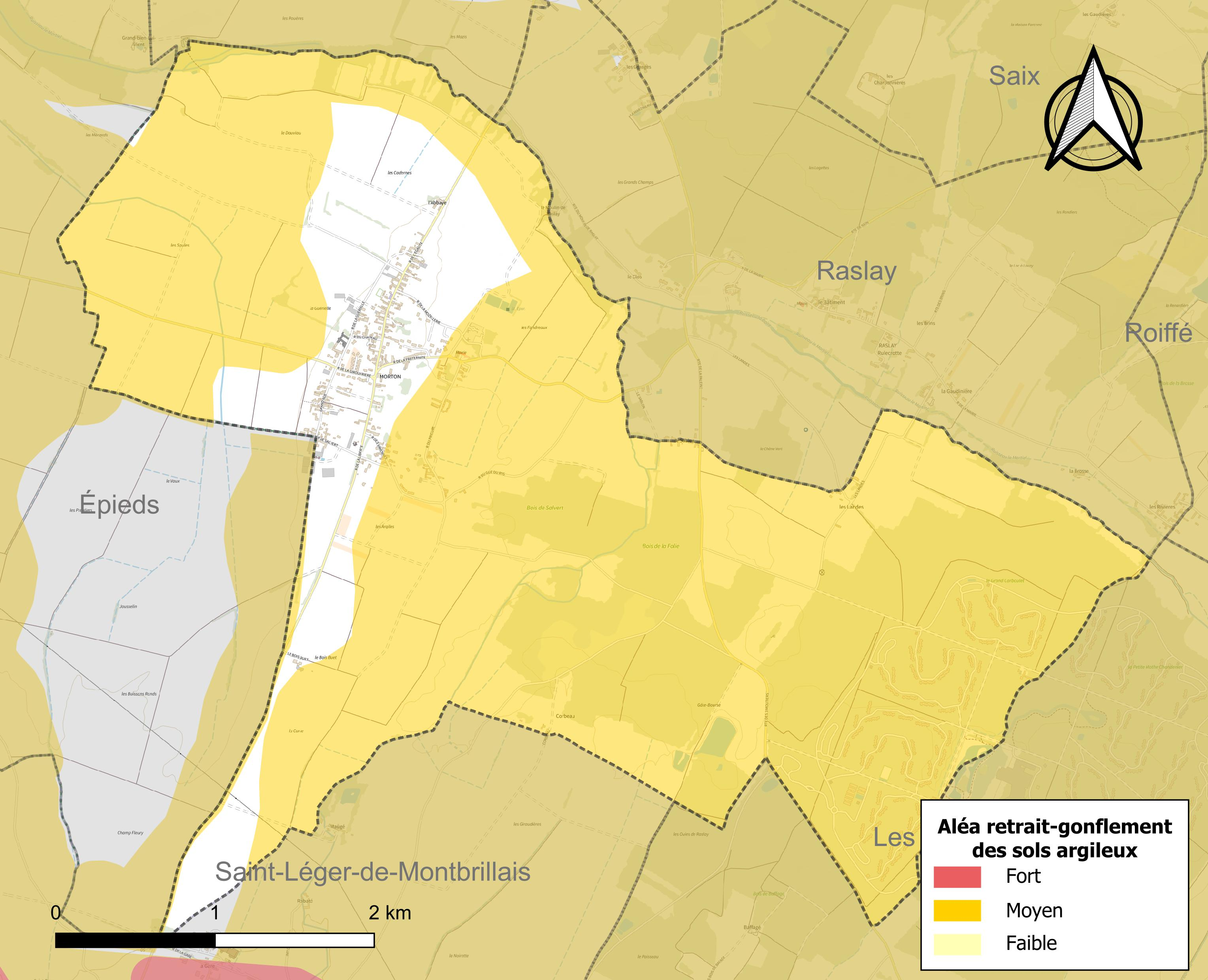
Carte des zones d'aléa retrait-gonflement des sols argileux de Morton.

Les mouvements de terrains susceptibles de se produire sur la commune sont des tassements différentiels. Le retrait-gonflement des sols argileux est susceptible d'engendrer des dommages importants aux bâtiments en cas d’alternance de périodes de sécheresse et de pluie. 83,4 % de la superficie communale est en aléa moyen ou fort (79,5 % au niveau départemental et 48,5 % au niveau national). Depuis le 1er octobre 2020, en application de la loi ÉLAN, différentes contraintes s'imposent aux vendeurs, maîtres d'ouvrages ou constructeurs de biens situés dans une zone classée en aléa moyen ou fort,.
La commune a été reconnue en état de catastrophe naturelle au titre des dommages causés par des mouvements de terrain en 1999 et 2010.

## Histoire
Morton accueille favorablement les avancées de la Révolution française. Elle plante ainsi son arbre de la liberté, symbole de la Révolution. Il devient le lieu de ralliement de toutes les fêtes et des principaux événements révolutionnaires, comme le brûlement des titres féodaux le 16 novembre 1793. Il est probablement arraché à la Restauration ; en 1848 à l’avènement de la Deuxième République, il est remplacé par un sophora, qui subsistait toujours à la fin du XXe siècle.

## Politique et administration

### Liste des maires
| Période                                  | Période            | Identité             | Étiquette | Qualité     |
| ---------------------------------------- | ------------------ | -------------------- | --------- | ----------- |
| Les données manquantes sont à compléter. |                    |                      |           |             |
| mars 2001                                | mars 2008          | Jean-Claude Aubineau |           | Agriculteur |
| mars 2008                                | mars 2014          | Éric Vanhée          |           |             |
| mars 2014                                | avril 2024 (décès) | Jean-Claude Aubineau |           | Agriculteur |
| avril 2024                               | En cours           | Pascal Beausse       |           |             |

### Instances judiciaires et administratives
La commune relève du tribunal d'instance de Poitiers, du tribunal de grande instance de Poitiers, de la cour d'appel  de Poitiers, du tribunal pour enfants de Poitiers, du conseil de prud'hommes de Poitiers, du tribunal de commerce de Poitiers, du tribunal administratif de Poitiers et de la cour administrative d'appel de Bordeaux, du tribunal des pensions de Poitiers, du tribunal des affaires de la Sécurité sociale de la Vienne, de la cour d’assises de la Vienne.

## Démographie
L'évolution du nombre d'habitants est connue à travers les recensements de la population effectués dans la commune depuis 1793. Pour les communes de moins de 10 000 habitants, une enquête de recensement portant sur toute la population est réalisée tous les cinq ans, les populations de référence des années intermédiaires étant quant à elles estimées par interpolation ou extrapolation. Pour la commune, le premier recensement exhaustif entrant dans le cadre du nouveau dispositif a été réalisé en 2004.

En 2022, la commune comptait 368 habitants, en évolution de +6,67 % par rapport à 2016 (Vienne : +0,6 %, France hors Mayotte : +2,11 %).
| 1793 | 1800 | 1806 | 1821 | 1831 | 1836 | 1841 | 1846 | 1851 |
| ---- | ---- | ---- | ---- | ---- | ---- | ---- | ---- | ---- |
| 360  | 370  | 530  | 555  | 416  | 452  | 441  | 446  | 451  |

| 1856 | 1861 | 1866 | 1872 | 1876 | 1881 | 1886 | 1891 | 1896 |
| ---- | ---- | ---- | ---- | ---- | ---- | ---- | ---- | ---- |
| 427  | 446  | 435  | 439  | 447  | 464  | 427  | 454  | 460  |

| 1901 | 1906 | 1911 | 1921 | 1926 | 1931 | 1936 | 1946 | 1954 |
| ---- | ---- | ---- | ---- | ---- | ---- | ---- | ---- | ---- |
| 472  | 462  | 450  | 357  | 372  | 348  | 338  | 349  | 368  |

| 1962 | 1968 | 1975 | 1982 | 1990 | 1999 | 2004 | 2006 | 2009 |
| ---- | ---- | ---- | ---- | ---- | ---- | ---- | ---- | ---- |
| 371  | 325  | 313  | 303  | 315  | 285  | 298  | 319  | 366  |

| 2014 | 2019 | 2022 | - | - | - | - | - | - |
| ---- | ---- | ---- | - | - | - | - | - | - |
| 348  | 348  | 368  | - | - | - | - | - | - |

En 2008, selon l’Insee, la densité de population de la commune était de 44 hab./km2 contre 61 hab./km2 pour le département, 68 hab./km2 pour la région Poitou-Charentes et 115 hab./km2 pour la France.

## Économie
Selon la direction Régionale de l'Alimentation, de l'Agriculture et de la Foret de Poitou-Charentes, il n'y a plus que cinq exploitations agricoles en 2010 contre onze en 2000.
Les surfaces agricoles utilisées ont diminué et sont passées de 591 hectares en 2000 à 546 hectares en 2010. 49 % sont destinées à la culture des céréales (blé tendre) et 15% pour les oléagineux (tournesol).
En 2000, deux hectares (zéro en 2010) étaient consacrés à la vigne.
L'élevage de volailles a disparu au cours de cette décennie (35 têtes réparties sur trois fermes).

## Culture locale et patrimoine

### Lieux et monuments
- L'église Saint-Pierre date du XIIe siècle. Elle a été remaniée au cours des siècles notamment aux XVe et XIXe siècles. Elle est bâtie en tuffeau. C'est une ancienne église prieurale. Elle est composée d'une nef romane unique. La charpente de cette dernière, à poinçons et entraits date du XVe siècle. Elle a été conçue en forme de bateau renversé et elle est réalisée en bois de châtaignier qui a la vertu d'éloigner les parasites xylophages. Des inscriptions peintes sont encore visibles sur les entraits. Des travaux de restauration ont eu lieu en 1877. L'édifice abrite une remarquable chaire du XVe siècle en tuffeau.
- Logis de Morton, du XVIIIe siècle[31]

### Articles de Wikipédia
- Liste des communes de la Vienne
- Anciennes communes de la Vienne